# Ternavka
Ternavka (en ucraniano Тернавка) es una localidad ucraniana del óblast de Chernivtsí.

## Toponimia
El nombre del lugar puede encontrarse escrito como Tîrnauca, Târnauca y Ternavka (Тернавка).

## Historia
Hacia finales del siglo XIX, la localidad, por entonces parte de Rumanía, pertenecía al antiguo condado de Dorohoi y a la comuna homónima de Tîrnauca. Tenía contabilizada una población de 2507 habitantes.
La población del lugar, que pasó a formar parte de Ucrania, a comienzos del siglo XX estaba formada en más de un 95 % por rumanos.